# Daniel Pratt Mannix IV

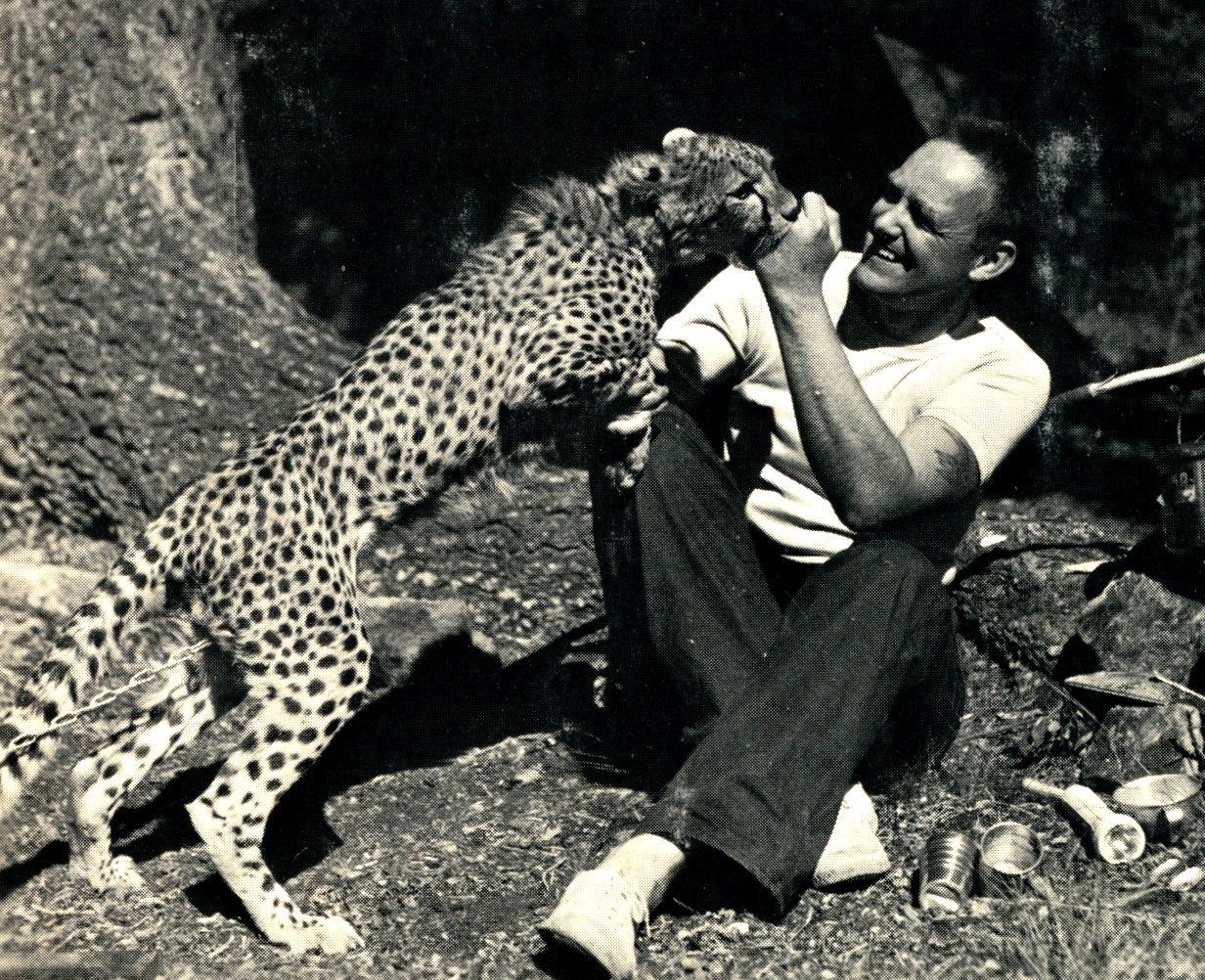
Daniel P. Mannix em 1967

Daniel Pratt Mannix IV, mais conhecido como Daniel P. Mannix (27 de outubro de 1911 - 29 de janeiro de 1997), foi um autor e jornalista estadunidense nascido na Pensilvânia famoso pelo seu livro The Fox and the Hound, de 1967, transformado em desenho por Walt Disney.
1. ↑  «Daniel P. Mannix». www.goodreads.com. Consultado em 17 de março de 2025
2. ↑  «Daniel P. Mannix | Redação, Direção, Produção». IMDb. Consultado em 17 de março de 2025